# Panilla homospila
Panilla homospila là một loài bướm đêm trong họ Erebidae.